# آيزو/آي إي سي 13490
آيزو/آي إي سي 13490 (بالإنجليزية: ISO/IEC 13490 المعروف أيضًا باسم ECMA-168)‏ هو لاحقة أيزو 9660 (المستوى 3)، والذي يهدف إلى وصف نظام الملفات في قرص مضغوط أو قرص مضغوط قابل للتسجيل.
يحتوي آيزو/آي إي سي 13490 على العديد من التحسينات مقارنة بسابقه. إنه يعالج بشكل كامل اسم الملف وسمة بوزيكس ومشكلات الأحرف متعددة البايت التي لم تتم معالجتها في أيزو 9660. وهو أيضًا تنسيق أكثر كفاءة، ويسمح بالتسجيل المتزايد، ويسمح لكل من تنسيق أيزو 9660 وتنسيق آيزو/آي إي سي 13490 بالتواجد معًا على نفس الوسائط. كما أنه يحدد كيفية استخدام الجلسة المتعددة بشكل صحيح.